# Права ЛГБТ на Кіпрі
Лесбійки, геї, бісексуали та трансгендери (ЛГБТ) на Кіпрі стикаються з юридичними проблемами, яких не мають жителі ЛГБТ. З 1998 року на Кіпрі є законними одностатеві стосунки як чоловіків, так і жінок, а з грудня 2015 року законні цивільні партнерства, які надають деякі права та переваги шлюбу.
Традиційно соціально консервативна Грецька православна церква мала значний вплив на громадську думку та політику щодо прав ЛГБТ. Однак з того часу, як Кіпр прагнув стати членом Європейського Союзу, йому довелося змінити своє законодавство про права людини, включаючи закони щодо сексуальної орієнтації та гендерної ідентичності. Ставлення до членів ЛГБТ-спільноти змінюється і стає все більш прийнятним і толерантним, а останні опитування громадської думки показують, що більшість кіпріотів підтримують юридичне визнання одностатевих пар у формі цивільних парнерств.

## Закон про одностатеві статеві стосунки
Кіпр потрапив під контроль Османської імперії в 1571 році.
Попри те, що Кіпр перебував під управлінням Британської імперії з 1878 року, офіційно Кіпр залишався частиною Османської імперії до 1914 року, коли він був анексований Британською імперією після рішення турків-османів виступити на боці Німеччини в Першій світовій війні. Навіть тоді Британська імперія офіційно не претендувала на Кіпр до 1925 року, після визнання британської власності на острів новоствореною Турецькою Республікою через Лозаннський договір, підписаний Британією та Туреччиною в 1923 році До цього часу османські закони були технічно чинними на острові, хоча ними керували місцеві та британські колоніальні чиновники, а щодо гомосексуальності турецьке законодавство було лібералізовано в 1858 році, коли це перестало бути кримінальним злочином на всій території Османської імперії.
Всупереч тому, що Великобританія прийняла повне юридичне право власності на Кіпр у 1925 році, османське законодавство не було офіційно замінено на острові до 1929 року, коли Османська юридична толерантність до гомосексуальності була нарешті покінчена з включенням Британського Закону про внесення змін до кримінального законодавства 1885 року до законодавства Кіпру. Вперше з 1858 року гомосексуальність чоловіків стала кримінальним злочином на Кіпрі. Жіноча гомосексуальність не визнавався і не згадувався в законі.
З здобуттям незалежності від Британії в 1960 році, Кіпр майже повністю зберіг британське колоніальне законодавство на острові, а відповідні частини Закону про внесення змін до кримінального законодавства 1885 року стали статтями 171—174 глави 154 Кіпрського кримінального кодексу. Статті вперше були оскаржені в 1993 році, коли Александрос Модінос, кіпрський архітектор і борець за права геїв, виграв судовий процес проти уряду Кіпру, відомий як Модінос проти Кіпру, в Європейському суді з прав людини. Суд постановив, що стаття 171 Кримінального кодексу Кіпру порушує право Модінос на приватне життя, захищене Європейською конвенцією з прав людини, міжнародною угодою, ратифікованою Кіпром у 1962 році.
Попри юридичне рішення, Кіпр офіційно не переглядав свій Кримінальний кодекс відповідно до цього рішення до 1998 року. Уже тоді вік згоди для гомосексуальних статевих зносин встановлювався у вісімнадцять років, тоді як для гетеросексуальних було встановлено шістнадцять років. Крім неоднакового віку згоди, переглянутий Кримінальний кодекс також визначив злочином «пропаганду» гомосексуальності, що використовувалося для обмеження руху за права ЛГБТ. У 2000 році була скасована дискримінаційна заборона на «пропаганду» гомосексуальності, а у 2002 році був зрівняний вік згоди. Сьогодні загальний вік згоди становить сімнадцять років.
Збройні сили Кіпру забороняли гомосексуалам служити на тій підставі, що гомосексуальність є «психічним захворюванням». Однак ця підстава для виключення згодом була вилучена.
На Північному Кіпрі депутати від турків-кіпріотів ухвалили поправку 27 січня 2014 року, яка скасовує закон колоніальної епохи, який карав за гомосексуальні акти ув'язненням на строк до п'яти років. Це була остання територія в Європі, яка декриміналізувала статеві стосунки між дорослими чоловіками за згодою. У відповідь на голосування Пауло Корте-Реаль з Міжнародної асоціації лесбійок, геїв, бісексуалів, транссексуалів та інтерсексуалів, правозахисної групи, сказав, що «Ми вітаємо сьогоднішнє голосування і нарешті можемо назвати Європу континентом, повністю вільним від законів, які криміналізують гомосексуальність».

## Визнання одностатевих стосунків
Чинне законодавство Кіпру визнає шлюб лише як союз між одним чоловіком і однією жінкою. Офіційного визнання одностатевих шлюбів немає. З 2015 року одностатеві пари можуть узаконити свої стосунки через цивільні партнерства.
26 листопада 2015 року Палата представників ухвалила законопроєкт про цивільні союзи 39 голосами «за», 12 «проти» і 3 утрималися. Закон був опублікований 9 грудня 2015 року і того ж дня набрав чинності.

## Захист від дискримінації
У 2004 році Кіпр запровадив антидискримінаційний закон, який чітко забороняє дискримінацію на основі сексуальної орієнтації при працевлаштуванні. Закон, відомий як Закон про рівне ставлення у сфері зайнятості та професій 2004 року (грец. Ο Περί 'Ισης Μεταχείρισης στην Απασχόληση και την Εργασία Νόμος του 2004), було розроблено відповідно до Рамкової директиви Європейського Союзу щодо зайнятості 2000 року. Дискримінація за ознакою гендерної ідентичності в цілому та дискримінація за ознакою сексуальної орієнтації в інших сферах, окрім зайнятості, не заборонені.
До Кримінального кодексу Кіпру внесено поправки, згідно з якими насильство щодо ЛГБТ стає обтяжуючим фактором при винесенні вироку. Стаття 99 кодексу під назвою «Підбурювання до насильства або ненависті через сексуальну орієнтацію чи гендерну ідентичність» передбачає позбавлення волі на строк до трьох років або штраф у розмірі до 5000 євро для будь-якої особи, яка «умисне, публічно або у спосіб, який має погрозливий, образливий чи образливий характер, спонукає чи підбурює, усно чи письмово, до насильства чи ненависті щодо групи, особи чи члена групи осіб на основі сексуальної орієнтації чи гендерної ідентичності».
Всупереч положенню, повідомлення про розпалювання ненависті або насильство проти ЛГБТ-людей час від часу не призводять до жодних дій з боку поліції та жодних юридичних покарань, особливо коли це вчиняють священнослужителі Грецької православної церкви. У лютому 2019 року в Нікосії напали на гея, але поліції не вдалося встановити, чи був це злочин на ґрунті ненависті. Інший інцидент, також у Нікосії, через чотири місяці також не призвів до дій поліції.
У 2017 році Міністерство освіти започаткувало програму «HOMBAT — Боротьба з гомофобним і трансфобним булінгом у школах» для навчання та підвищення розуміння вчителів і викладачів щодо цькування та агресивних дій, спрямованих на ЛГБТ-учнів.
У рамках Універсального періодичного огляду у 2019 році Кіпр отримав сім рекомендацій, що стосуються прав ЛГБТ, включаючи боротьбу з дискримінацією та насильством, криміналізацію домагань, ухвалення плану дій проти гомофобії та трансфобії та ухвалення закону про визнання статі. Він прийняв усі сім рекомендацій.

## Гендерна ідентичність та самовираження
У листопаді 2017 року президент Нікос Анастасіадес зустрівся з правозахисною групою Accept-LGBT Cyprus, щоб обговорити питання щодо прав трансгендерів. За підтримки Президента та Міністра юстиції розроблено законопроєкт, який дозволяє трансгендерам змінювати юридичну стать. 10 червня 2019 року, після місяців зволікань і затримок, четверо батьків трансгендерних дітей висловилися за законопроєкт і закликали до його «якнайшвидшого прийняття». Законодавство дозволить трансгендерам старше 18 років мати право змінити свою юридичну стать на основі самовизначення, без діагностики, гормонального лікування чи операції зі зміни статі.

## Умови життя
У 1996 році кримінальний процес проти отця Панкратія Меракліса, якого звинувачували в содомії, спричинив серйозні заворушення, які зупинили розгляд. Меракліса вважали майбутнім можливим єпископом, але його заблокував тодішній архієпископ Кіпру Хризостом I Кіпрський, який вважав, що Меракліс був гомосексуалом і що СНІД міг поширюватися через випадкову поведінку. Ці коментарі роздратували посадових осіб охорони здоров'я та більш неупереджених громадян Кіпру.
У 2003 році 28-річному кіпріоту було заборонено мати водійські права, оскільки він вважався «психологічно нестабільним». Чоловіка звільнили з армії через гомосексуальність, який тоді військові класифікували як психічне захворювання.
У квітні 2019 року Міністерство закордонних справ розіслало в усі посольства інструкції з проханням підтримати місцевих ЛГБТ-активістів. 17 травня, у Міжнародний день боротьби з гомофобією, міністерство підняло райдужний прапор, як і кілька посольств Кіпру по всьому світу.
«Гей-сцена» продовжує зростати на Кіпрі. Бари, клуби та інші гей-френдлі заклади є в кількох містах, включаючи Пафос, Лімасол, Ларнаку та Нікосію, хоча Пафос є єдиним містом, де гей-бар під назвою «Different Bar» працює найдовше з 1993 року. Інші міста намагалися відкрити бари та клуби, але через обмеженість місцевих жителів (що не стосується Пафосу через великий вплив геїв-туристів з кінця 70-х років) вони закрилися або не настільки зайняті, як мали б бути.

## Рух за права ЛГБТ на Кіпрі
У 1987—1988 роках було створено Кіпрський гей-визвольний рух (AKOK або Apeleftherotiko Kinima Omofilofilon Kiprou). Будучи першою організацією з захисту прав ЛГБТ в країні, вона успішно допомогла скасувати цивільні кримінальні заборони щодо гомосексуальності.
У 2007 році на Північному Кіпрі було засновано Ініціативу проти гомофобії для кампанії за права ЛГБТ на півночі. 25 квітня 2008 року група представила голові парламенту Фатмі Екеноглу пропозицію щодо перегляду кримінального законодавства.
У 2010 році представники ILGA-Europe представили пропозицію новому голові парламенту Хасану Бозеру. Однак жодних дій щодо цієї пропозиції не було вжито, і людей продовжували заарештовувати за звинуваченнями в «неприродному сексі». У жовтні 2011 року Партія комунальної демократії (TDP) представила таку ж пропозицію до парламенту з вимогою терміново декриміналізувати гомосексуальність на Північному Кіпрі. З березня 2012 року Ініціатива проти гомофобії продовжила свою діяльність під назвою Queer Cyprus Association (тур. Kuir Kıbrıs Derneği).
Accept-LGBT Кіпр (грец. Accept-ΛΟΑΤ Κύπρου) була першою організацією, офіційно зареєстрованою на Кіпрі, яка займається правами ЛГБТ. Вона була зареєстрована 8 вересня 2011 року. Вона отримує підтримку багатьох громадян та отримує допомогу від різних неурядових організацій, Європейського парламенту та іноземних посольств, що працюють на Кіпрі. Організація також іноді отримує допомогу від місцевих муніципалітетів і часто проводить заходи під егідою мерів міст.
31 травня 2014 року Accept-LGBT Cyprus організував перший гей-прайд у районах, контрольованих Республікою. Парад пройшов успішно: понад 4500 людей марширували або були присутні на заходах дня. Група очікувала кілька сотень учасників, але була приголомшена популярністю події. Марш отримав широку політичну підтримку майже від усіх партій політичного спектра, а також від колишнього президента Джорджа Васіліу, офісу Європейського парламенту на Кіпрі, представництва Європейської комісії на Кіпрі та 15 посольств, які марширували з парадом, включаючи послів і посольства персонал (Австрія, Австралія, Бразилія, Канада, Данія, Фінляндія, Ізраїль, Італія, Нідерланди, Норвегія, Португалія, Іспанія, Швеція, Великобританія та Сполучені Штати).
Крім того, посольства Данії, Фінляндії, Нідерландів, Швеції та США підняли райдужний прапор. Кіпрська попспівачка Анна Віссі також відвідала марш. Очолив процесію 81-річний Александрос Модінос, який у 1993 році виграв у Європейському суді з прав людини справу проти Кіпру через його закони, що криміналізують гомосексуальність. Сутички спалахнули між групою православних протестувальників, включаючи священнослужителів, що засудили подію, яку вони назвали «ганебною», організувавши демонстрацію біля парламенту. Під час пресрелізу президент Accept-LGBT Cyprus Коста Гавріелідес висловив своє здивування та радість явкою. Події передував Cyprus Pride Festival, який проходив з 17 травня 2014 року (Міжнародний день боротьби з гомофобією) по 31 травня 2014 року. У перший день заходу Rainbow Walk відбулася на північ від Нікосії за участю Accept-LGBT Cyprus та турецької кіпрської організації Queer Cyprus Association, серед інших.
Queer Collective Cy www.queercollective.cy було створено на початку 2022 року. Це низова організація, керована громадою, яка має на меті сприяти розширенню можливостей місцевої громади по всьому острову, боротьбу з дискримінацією, пов'язаною з гендерною ідентичністю, гендерним самовираженням і сексуальною орієнтацією. 18 червня 2022 року вони успішно організували та провели перший міжгромадський прайд на острові під гаслом United by Pride разом із групами Queer Cyprus, LGBT Pilipinas, LGBT Africa та LGBT+ та Friends UCY Student Club. Ця подія була тепло зустрінута як перша у своєму роді, яка збирає разом різні спільноти ЛГБТКІ+ на острові. Він складався з двох окремих маршів: один з півдня Нікосії, починаючи від площі Свободи (Платея Елефтеріас), і один з півночі Нікосії, який починався від парку Кугулу. Обидва марші завершилися в буферній зоні ООН, де в яскравому символічному акті зшили два прапори гордості, які несли під час обох відповідних маршів.
На Північному Кіпрі у 2008 році засновано організацію Shortbus Movement, що складається з правозахисників. Він вживає заходів для підтримки прав ЛГБТ на Північному Кіпрі. Група отримала фінансову підтримку від Офісу Європейської Комісії на Кіпрі та Європейського парламенту. Він також організував багато заходів для розширення можливостей та мобілізації членів ЛГБТ-спільноти шляхом підвищення обізнаності шляхом обміну відповідною інформацією, надання інформаційних, освітніх, психологічних та юридичних послуг для ЛГБТ-спільноти та організації та/або підтримки тематики ЛГБТ, гендерної рівності та прав людини культурні заходи.
Інші ЛГБТ-заходи та заходи, спрямовані на підвищення обізнаності ЛГБТ-людей, були проведені в Пафосі та Героскіпу.

## Дискримінація в ЗМІ
У грудні 2021 року, коли грецький серіал Agries Melisses (грец. Άγριες Μέλισσες) в ефірі на ANT1 Cyprus, сцену з двома персонажами-чоловіками, які цілуються — їх грали Дімітріс Цікліс і Георгос Коробіліс — було вилучено з кіпрської трансляції. Згідно з ANT1 Cyprus, поцілунок був підданий цензурі через «законодавчу неоднозначність» щодо радіо- та телевізійних правил, всупереч тому, що «не було жодних загальних вказівок чи законів, які б забороняли трансляцію будь-якого ЛГБТІ-контенту». Це рішення викликало критику з боку активістів і в соціальних мережах, які вказали на те, що сцена насильства, де один із двох чоловіків був напівголим, закривавленим і катованим батьком свого хлопця, залишилася в трансляції недоторканою. Крім того, трансляцію шоу змінили з 21:00 на 22:30, що, на думку активістів, не випадково.
За словами ЛГБТ-активіста Фотіса Фотіу та колишнього члена організації Accept LGBTI Cyprus, у країні є історія, коли ЛГБТ-контент піддавався цензурі як на місцевих телевізійних мережах, так і на театральних виставах.

## Громадська думка
Більшість громадян Кіпру є членами Греко-православної церкви Кіпру, яка виступає проти прав ЛГБТ. У 2000 році довелося скликати Великий Священний Синод, щоб розслідувати чутки про те, що єпископ Лімасольський Атансасіос вступив у гомосексуальні стосунки, будучи ченцем-послушником. Зрештою звинувачення були зняті.
Опитування 2006 року показало, що 75 % кіпріотів не схвалюють гомосексуальність, і багато хто вважав, що його можна «вилікувати». Опитування ЄС у 2006 році показало, що лише 14 % кіпріотів виступають за одностатеві шлюби, а 10 % також за усиновлення.
Проте лише за кілька років ситуація швидко змінилася: опитування 2014 року виявило, що 53,3 % громадян Кіпру вважають, що цивільні союзи слід зробити легальними.
Євробарометр за 2015 рік показав, що 37 % кіпріотів вважають, що одностатеві шлюби повинні бути дозволені в Європі, 56 % були проти.

## Звіти про права людини

### Звіт Державного департаменту США за 2017 рік
У 2017 році Державний департамент США повідомив про стан прав ЛГБТ на Кіпрі:
- Свобода слова, в тому числі для преси
 «Свобода слова та вираження поглядів: Закон передбачає кримінальну відповідальність за розпалювання ненависті та насильства на основі раси, кольору шкіри, релігії, генеалогічного походження, національного чи етнічного походження або сексуальної орієнтації. Такі дії караються позбавленням волі на строк до п'яти років, штрафом до 10 000 євро (12 000 доларів США). У 2015 році поліція розглянула 11 скарг на словесні образи та/або ворожнечу на основі етнічного походження, релігії, сексуальної орієнтації та кольору шкіри. Влада відкрила кримінальне переслідування у п'яти справах, які зараз перебувають на розгляді».[35]
- Акти насильства, дискримінації та інших зловживань на основі сексуальної орієнтації та гендерної ідентичності
"Існують антидискримінаційні закони, які забороняють пряму чи непряму дискримінацію за ознакою сексуальної орієнтації чи гендерної ідентичності. Антидискримінаційні закони охоплюють зайнятість і такі види діяльності в державній і приватній сферах: соціальний захист, соціальне страхування, соціальні виплати, охорона здоров'я, освіта, участь у спілках і професійних організаціях, а також доступ до товарів і послуг. У лютому НУО ЛГБТІ відзначила, що законодавство про рівність та антидискримінаційне законодавство залишається розрізненим і не здатне належним чином боротися з дискримінацією ЛГБТІ. НУО, які займаються питаннями ЛГБТІ, стверджували, що житлові пільги надають перевагу «традиційним» сім'ям.
- Закони про злочини на ґрунті ненависті криміналізують підбурювання до ненависті чи насильства на основі сексуальної орієнтації, чи гендерної ідентичності.
«Попри правовий захист, ЛГБТІ-особи стикалися зі значною суспільною дискримінацією. Як результат, багато ЛГБТІ-людей не були відкритими щодо своєї сексуальної орієнтації чи гендерної ідентичності, а також не повідомляли про гомофобне насильство чи дискримінацію. Були повідомлення про дискримінацію ЛГБТі-претендентів при працевлаштуванні».[35]
- Дискримінація щодо зайнятості та професії
«Закони та нормативні акти забороняють пряму чи непряму дискримінацію щодо працевлаштування, чи професійної діяльності за ознаками раси, національного походження чи громадянства, статі, релігії, політичних поглядів, статі, віку, інвалідності та сексуальної орієнтації. Уряд не забезпечив ефективного виконання цих законів чи постанов. Дискримінація при прийомі на роботу та професії мала місце за ознаками раси, статі, інвалідності, сексуальної орієнтації та ВІЛ-позитивного статусу. Штрафи, передбачені законом, були достатніми для запобігання порушенням.
Опитування, опубліковане в International Journal of Manpower у 2014 році, показало, що ЛГБТІ-претенденти стикаються зі значними упередженнями порівняно з гетеросексуальними претендентами. Опитування показало, що чоловіки-геї, які чітко вказали свою сексуальну орієнтацію у своїй заявці на роботу, мали на 39 відсотків менше шансів потрапити на співбесіду, ніж чоловіки-претенденти, які не ідентифікували себе як геї. Роботодавці на 42,7 відсотка рідше погоджувалися на співбесіду з відвертими кандидатками-лесбійками, ніж з еквівалентними гетеросексуальними претендентками».[35]

## Зведена таблиця
| Право                                                                                        | Так/ні                       | Примітки                                        |
| Одностатеві статеві стосунки                                                                 | Одностатеві статеві стосунки | Одностатеві статеві стосунки                    |
| -------------------------------------------------------------------------------------------- | ---------------------------- | ----------------------------------------------- |
| Одностатеві статеві стосунки легальні                                                        |                              | З 1998 року                                     |
| Рівний вік згоди (17)                                                                        |                              | З 2002 року                                     |
| Одностатеві стосунки                                                                         |                              |                                                 |
| Цивільні партнерства                                                                         |                              | З 2015 року                                     |
| Одностатеві шлюби                                                                            |                              |                                                 |
| Усиновлення та планування сім'ї                                                              |                              |                                                 |
| Усиновлення пасинків одностатевими партнерами                                                |                              |                                                 |
| Спільне усиновлення одностатевими парами                                                     |                              |                                                 |
| Доступ до ЕКЗ для лесбійок                                                                   |                              |                                                 |
| Одностатеві пари як обоє батьків у свідоцтві про народження                                  |                              |                                                 |
| Комерційне сурогатне материнство для одностатевих пар                                        |                              | Заборонено незалежно від сексуальної орієнтації |
| Військова служба                                                                             |                              |                                                 |
| ЛГБТ дозволили відкрито служити в армії                                                      |                              |                                                 |
| Права трансгендерів                                                                          |                              |                                                 |
| Право на зміну юридичної статі                                                               |                              |                                                 |
| Захист від дискримінації                                                                     |                              |                                                 |
| Антидискримінаційні закони лише у сфері працевлаштування                                     |                              | З 2004 року за сексуальною орієнтацією          |
| Антидискримінаційне законодавство у сфері надання товарів і послуг                           |                              |                                                 |
| Антидискримінаційні закони в усіх інших сферах (включаючи непряму дискримінацію, ворожнечу)  |                              | З 2015 року                                     |
| Антидискримінаційні закони щодо гендерної ідентичності                                       |                              |                                                 |
| Закон про злочини на ґрунті ненависті включає сексуальну орієнтацію та гендерну ідентичність |                              | З 2017 року                                     |
| Сексуальне виховання та стосунки ЛГБТ викладають у школах                                    |                              | З 2022                                          |
| ЧСЧ дозволено здавати кров                                                                   |                              | З 2022                                          |
| Конверсійна терапія заборонена                                                               |                              |                                                 |